# Adam Rogacki
Adam Maksym Rogacki (ur. 20 lutego 1976 w Kaliszu) – polski polityk i prawnik, poseł na Sejm V, VI i VII kadencji. Syn Józefa Rogackiego.

## Życiorys
Absolwent Szkoły Podstawowej nr 13 i III Liceum Ogólnokształcącego im. Mikołaja Kopernika w Kaliszu. Ukończył następnie (w 2004) studia prawnicze na Uniwersytecie im. Adama Mickiewicza, po których prowadził kancelarię brokerską. W 2008 ukończył podyplomowe studium menedżerskie w Szkole Głównej Handlowej w Warszawie.
W wyborach samorządowych w 1998 bezskutecznie ubiegał się o mandat radnego Kalisza z listy Unii Wolności. W wyborach parlamentarnych w 2005 z listy Prawa i Sprawiedliwości został wybrany na posła V kadencji w okręgu kaliskim. W przedterminowych wyborach parlamentarnych w 2007 po raz drugi uzyskał mandat poselski, otrzymując 17 206 głosów. Należał do Komisji Gospodarki, Komisji Kultury Fizycznej i Sportu oraz Komisji Nadzwyczajnej do spraw zmian w kodyfikacjach. W PiS objął funkcję prezesa zarządu okręgu, zasiadł we władzach krajowych tej partii, został zastępcą sekretarza Klubu Parlamentarnego PiS. W wyborach do Sejmu w 2011 z powodzeniem ubiegał się o reelekcję, dostał 14 903 głosy. Ponownie zasiadł we władzach KP PiS, był jednym z jego wiceprzewodniczących. Bez powodzenia kandydował w wyborach do Parlamentu Europejskiego w 2014. W listopadzie tego samego roku został zawieszony w prawach członka PiS i klubu parlamentarnego tej partii w związku z okolicznościami zagranicznej podróży służbowej do Madrytu – polityk miał pobrać zaliczkę na wyjazd prywatnym samochodem, a faktycznie odbyć ją tanimi liniami lotniczymi. 10 listopada zgodnie z decyzją komitetu politycznego PiS został wykluczony z partii (w ten sam sposób w podróży uczestniczyli jeszcze posłowie Adam Hofman i Mariusz Antoni Kamiński, z takimi samymi konsekwencjami służbowymi).
Po zapoznaniu się z wynikami audytu przeprowadzonego przez komisję powołaną przez szefa Kancelarii Sejmu w celu sprawdzenia przestrzegania zasad rozliczania zagranicznych podróży służbowych posłów delegowanych przez Sejm poza granice kraju, Komisja Etyki Poselskiej uznała, że Adam Rogacki naruszył art. 5 (zasada rzetelności) i 6 (zasada dbałości o dobre imię Sejmu) zasad etyki poselskiej i udzieliła mu nagany.
W 2015 nie ubiegał się o poselską reelekcję. W 2016 został powołany do rady nadzorczej spółki PL.2012+, operatora Stadionu Narodowego w Warszawie. W tym samym roku został członkiem zarządu spółki Orlen Paliwa.